# 羅景壬
羅景壬（1972年6月20日—）是一位台灣廣告導演。

## 經歷
生於台北，國立台北藝術大學戲劇研究所。1996年起從事劇場／電視節目企劃、編劇、導演等工作，2000年起擔任公益廣告的創意總監／導演工作，並於2001年起執導包括台、中兩地的商業廣告片。
執導廣告影片超過一千五百部。曾獲邀代表台灣，執導2001年、2015年AdASIA亞洲廣告會議宣傳片《機艙篇》、《腦汁篇》，作品亦曾獲坎城國際創意節, 倫敦國際廣告獎，紐約國際廣告獎，芝加哥國際廣告獎，龍璽華文廣告獎，泰國亞太國際廣告獎，時報亞太國際廣告獎，時報世界華文廣告獎，時報廣告金像獎，4A自由創意獎等。部分作品被收錄於德國Lüerzer's Archive與香港龍吟榜等國際性傑出廣告影片期刊。
2012年以個人身份獲頒4A廣告獎「評審團特別獎」時，羅景壬的得獎感言概述了他對廣告的看法：「廣告影片是一項商業活動，但當然又不僅止於此。除了商業目的，廣告影片大量收編了戲劇藝術、影像藝術、文學、音樂、舞蹈、心理學、社會生活實況、社會事件和問題、全球化或地方化，成為它的體裁。焦慮的人多半對此感到擔憂，他們擔心所有這些正派的體裁都被收編，變成商業牟利的工具。但我願樂觀地相信，正是這種收編，才使得這些亟待關注的體裁，能借重早已無所不在的商業活動，得到更廣泛的傳播、交流、磨擦、衝撞。透過廣告影片，我們這個儼然就要失去歷史感的荒謬年代，彷彿得到了某種獨特的記載文法－－每一部廣告影片，都像是這個荒謬年代最風騷的歷史文本。」

羅景壬曾獲邀擔任台灣國家創意人才培訓計畫『行政院新聞局創意影音人才培育暨行銷推廣計畫』講師（2003年，2004年） ；2005年行政院新聞局各級政府政令宣導研習營講師；第廿六、廿七、廿八、廿九屆時報廣告金像獎決審評審委員及2005年４Ａ自由創意獎決選評審委員、政大廣告營講師 (2002-2010)，世新大學戲劇概論講師。

## 作品
- Mercedes Benz 廣告
- 彎道情人機車廣告
- 全聯福利中心廣告
- 青島啤酒廣告
- 每朝健康茶三比八系列廣告
- 伊莎貝爾廣告-12星座求婚系列(2009)。[2]
- 哈根達斯廣告 The summer 、 596號 篇
- 福斯汽車(VolksWagen) GOLF 信仰篇
- 臺北市政府 尊重身心障礙者專用停車位

### 2012年
- 104人力銀行-104分篇、記住你青春無畏的樣子、Proud of You系列廣告
- 38度金門高粱酒-挑戰珍藏館系列(2012)。[3]
- 張懸 <玫瑰色的你> MV導演 (2012)

### 2013年
- 金士頓(Kingston)2013年度形象廣告《記憶月台》(A Memory to Remember)[4]
- 陳綺貞「柏拉圖式的愛情」MV導演 (2013)

### 2014年
- 媽媽監督核電廠聯盟反核廣告[5]
- IKEA 媽媽的能量篇 告別篇 法海篇 小空間改造系列
- 森永 Minimint 迷你沁涼錠廣告 [6]
- Johnson為愛而跑微電影 [7]
- 伊莎貝爾廣告-「在愛面前，人人平等」系列(2014)[8]

### 2015年
- BenQ 家用投影機廣告-「愛很簡單 從投開始-戀家人」三部曲廣告微電影 (代言人張鈞甯、藍正龍) [9]
- 執導蔡英文總統競選廣告《跟著孩子走》

### 2016年
- 張惠妹《姊妹2016》MV導演 [10]
- BenQ 家用投影機廣告-「戀家」三部曲廣告微電影 (代言人張鈞甯) [11]

### 2017年
- 張惠妹《身後》MV導演 [12]

### 2018年
- 全聯福利中心中元節廣告影片 [13]

### 2019年
- 執導蔡英文總統競選廣告《大聲說話》

### 2020年
- 以實驗記錄片方式，製作BenQ 《#我們的練習曲》三部曲系列品牌廣告影片 [14]

### 2021年
- 全聯福利中心 OFF COFFEE《媽媽的黑洞 Black Hole》[15]

### 2024年
- 執導民主進步黨第16任正副總統競選廣告《在路上》，並邀總統候選人賴清德、副總統候選人蕭美琴，及第15任總統蔡英文共同演出。

## 演出
- 1993年：國立台北藝術大學戲劇系秋季公演《秋聲賦》 飾演：徐子羽

## 獎項
四十一度獲得「年度最佳廣告」（2001年、2008年、2009年時報廣告獎；2010年、2011年、2012年、2013年、2015年（全場大獎）、2021年（全場大獎）華文廣告獎；2018年（全場大獎）金手指廣告獎；2010年、2011年、2012年、2013年（評審團特別獎）、2014年、2015年（全場大獎）、2016年、2019年（全場大獎）、2020年、2021年4A廣告獎；2008年、2010年、2011年、2012年、2015年、2019年龍璽廣告獎GRAND PRIX；2013年、2016年、2017年金瞳獎全場大獎；2015年、2016年4A金印獎全場大獎；上海國際廣告節2018年(中國)；2011年、2014年亞太廣告獎；2015年Spikes Asia GRAND PRIX；2015年、2016年、2017年、2018年ONE SHOW CHINA；2017年LIA華文創意獎；2021年坎城國際創意節(Cannes Lions)品牌娛樂類全場最大奬GRAND PRIX。

二十九度獲頒「最佳導演」（2006年、2007年、2009年、2010年、2011年、2015年、2016年、2018年、2019年、2021年、2022年時報廣告金像獎；2008年、2010年、2012年、2014年、2015年、2017年、2019年龍璽華文廣告獎；2015年金投賞；2016年、2017年金瞳獎；2018年廣告金獅獎(中國)；2018年 Mnet Asian Music Awards；2011年、2014年、2015年、2016年亞太廣告獎）；2020年Cresta Awards；2021釜山國際廣告節（AD STARS）。 

2012年，羅景壬獲頒4A廣告獎「評審團特別獎」。

2013年，MV作品〈玫瑰色的你〉（張懸，《神的遊戲》，2012）獲得 AMP Awards音樂推動者大獎「年度最佳音樂影片」。
2014年 以陳綺貞《柏拉圖式的愛情》 入圍 第25屆金曲獎《最佳音樂錄影帶獎》。
2016年，作品「小時光麵館」獲坎城國際創意節(Cannes Lions)品牌娛樂類金獅獎。

2017年，作品「Alice's Wedding」(VOLVO TAIWAN)獲LIA倫敦國際廣告獎金獎、CLIO廣告獎金獎、坎城國際創意節品牌娛樂類銀獅獎、ONE SHOW CHINA金獎、LIA華文創意獎影片類金獎。

2018年以aMEI《身後》榮獲第29屆金曲獎《最佳音樂錄影帶獎》、Red Dot Design Award 紅點設計大獎、Mnet Asian Music Awards年度最佳導演奬。
2018年，獲頒GQ Taiwan Men Of The Year年度風格男人。
2021年，作品「In Love We Trust」（信義房屋）獲坎城國際創意節(Cannes Lions)品牌娛樂類全場最大奬GRAND PRIX。

## 外部連結
- 羅景壬的Facebook專頁